# You & Me
You & Me (englisch für Du und ich) ist eine britische Miniserie, die von Jamie Davis geschrieben und von Tom Vaughan inszeniert wurde. Mit Harry Lawtey in der führenden Hauptrolle handelt sie von Trauernden, die nach einem Verlust wieder Liebe finden.
Im Vereinigten Königreich wurde sie im Februar 2023 in drei Teilen, in Deutschland im März 2024 in sechs Teilen veröffentlicht.

## Handlung

### Episode 1 (1 und 2)
In Rückblicken trifft der Journalist Ben zufällig Jess, als sie beide demselben Bus hinterherlaufen, was dazu führt, dass sie sich verabreden und am selben Abend ein Paar werden. Nach dreizehn Monaten ziehen sie zusammen und bald ist Jess schwanger mit Zwillingen, einem Jungen und einem Mädchen. Unmittelbar nach der Geburt atmet ein Baby zunächst nicht, aber schließlich kommen alle durch. Zwei Tage später, nachdem sie entlassen wurden, kommt es mit dem Taxi, während Ben noch nicht drin sitzt, zu einem Autounfall, durch den Jess stirbt. Bei der Trauerfeier wirft Jess’ Vater Charlie Ben vor, sie nicht beschützt zu haben.
In der Gegenwart, sechs Jahre später, zieht Ben seine Kinder Jack und Poppy mit der regelmäßigen Hilfe seiner Mutter Linda auf. Seine Chefin Dee schlägt ihm vor, einen Artikel über seine Erfahrung zu schreiben. Er steckt im Alltagstrott und Stress fest und kann sich nicht für neue Bekanntschaften öffnen, denn er glaubt, er werde niemals wieder eine so besondere Frau wie Jess treffen. Da soll er für die Zeitung die Schauspielerin Emma Littleton interviewen.

### Episode 2 (3 und 4)
Ben und Emma entdecken, dass sie nah beieinander wohnen, und treffen sich manchmal verabredet, manchmal zufällig, wobei Emma auch Jack und Poppy kennenlernt. Sie verstehen sich gut, nur auf die Frage nach ihrer „Joey“-Halskette blockt Emma ab. Nachdem Ben ihr seinen Artikelentwurf über Jess zeigt, erzählt Emma von Joey, ihrer Schwester. In Rückblicken ist Joey auch ihre beste Freundin. Im Freibad, in dem sie schwimmen gehen, stellt Joey ihrer Schwester Harry vor. Bei einer Dachparty, bei der Joey mit Harrys Freund Cameron verkuppelt werden soll, stürzt Joey betrunken vom Dach. Eine Kernspintomographie zeigt, dass ihr Rückenmark nicht beschädigt ist, sie aber einen inoperablen Gehirntumor hat. Bald darauf scheidet Joey in Emmas Anwesenheit dahin. Nach der Beerdigung tröstet Harry Emma und sie küssen sich.
Als Ben und Emma neben dem Schwimmbad abends trinken gehen, bringt er sie dazu, mit ihm einzusteigen und zu schwimmen. Danach schlafen sie miteinander. Ben fühlt sich mit Emma erstmals wieder glücklich. Doch gerade, als diese ihm etwas Wichtiges sagen möchte, werden sie durch einen Anruf unterbrochen. Ben erfährt, dass Jack einen Unfall hatte und im Krankenhaus ist. Dort von Erinnerungen an Jess eingeholt sagt er Emma beim nächsten Treffen, dass er dabei ist, sich in sie zu verlieben, aber beendet zugleich die Möglichkeit einer Beziehung. Jess’ Mutter Pam räumt das Zimmer ihrer Tochter aus und übergibt Ben eine Kiste mit Dingen von Jess. Ben und Dee sehen sich Emmas Theaterstück an. Wieder zuhause gibt Ben seiner Mutter zu, dass Emma „etwas Besonderes“ ist. Dann erscheint zur Afterparty Harry, der von einer Arbeitsreise zurückkehrt, und übergibt ihr einen mitgebrachten Ring aus dem Familienerbe. Die beiden werden heiraten.

### Episode 3 (5 und 6)
In der Box findet Ben Fotos von Jess mit einem Josh und Nachrichten, die bedeuten könnten, dass sie ihn mit diesem betrogen habe. Er fragt Dee um Rat, die ihn aber davor warnt, weiter nachzuforschen. Mitten in den Hochzeitsvorbereitungen hat Emma Angst, dass diese nicht mehr der richtige Schritt sei. Sie erzählt Ben von der Verlobung und anstehenden Hochzeit in der Hoffnung, dass er sagt, sie solle es nicht tun, was er aber nicht tut. Später im Park trifft Emma zufällig Linda, der sie sagt, dass auch Ben für sie besonders ist. Von seinem Freund bestärkt ruft Ben Josh an, um sich mit ihm zu treffen. Der klärt dabei auf, dass er früher mit Jess zusammen war, aber schwul ist.
Ben gibt die Kiste zurück und spricht sich mit seinen Schwiegereltern aus. Vor dem Altar sagt Emma Ja zu Harry, aber sie bereut es sogleich und sagt ihm und danach ihren Eltern, dass sie ihn nicht heiraten kann. Ben stellt seinen Artikel über Jess fertig und übergibt ihn Dee. Während Linda mit den Kindern in den Park geht, die andeuten, dass sie Emma wiedersehen wollen, machen Ben und Emma sich unabhängig voneinander auf den Weg einander zu finden, was ihnen im Park gelingt. Sie sagen sich, dass sie einander lieben, und küssen sich; dann stoßen auch Linda und die Kinder zu ihnen.

## Episodenliste
| englische Fassung | englische Fassung       | englische Fassung | deutsche Fassung | deutsche Fassung |
| Nr.               | Titel                   | Datum             | Nr./Titel        | Datum            |
| ----------------- | ----------------------- | ----------------- | ---------------- | ---------------- |
| 1                 | How We Used to Be       | 23. Februar 2023  | Folge 1          | 29. Februar 2024 |
| 1                 | How We Used to Be       | 23. Februar 2023  | Folge 2          | 29. Februar 2024 |
| 2                 | Who’s Emma?             | 23. Februar 2023  | Folge 3          | 29. Februar 2024 |
| 2                 | Who’s Emma?             | 23. Februar 2023  | Folge 4          | 29. Februar 2024 |
| 3                 | How Does the Story End? | 23. Februar 2023  | Folge 5          | 29. Februar 2024 |
| 3                 | How Does the Story End? | 23. Februar 2023  | Folge 6          | 29. Februar 2024 |

## Besetzung und Synchronisation
Die deutschsprachige Synchronisation entstand nach Dialogbüchern und unter der Dialogregie von Heike Schroetter durch die Iyuno Germany.
| Rolle                           | Darsteller                      | Synchronsprecher                | Folgen                          |
| Hauptdarsteller (nach Vorspann) | Hauptdarsteller (nach Vorspann) | Hauptdarsteller (nach Vorspann) | Hauptdarsteller (nach Vorspann) |
| ------------------------------- | ------------------------------- | ------------------------------- | ------------------------------- |
| Ben                             | Harry Lawtey                    | Alex Friedland                  | 1–3 (1–6)                       |
| Emma Littleton                  | Jessica Barden                  | Johanna von Gutzeit             | 1–3 (2–6)                       |
| Jess                            | Sophia Brown                    | Flavia Vinzens                  | 1–3 (1–6)                       |
| Pam                             | Andi Osho                       | Anke Reitzenstein               | 1–3 (1–2, 4–6)                  |
| Charlie                         | Clarence Smith                  | Matti Klemm                     | 1, 3 (1–2, 6)                   |
| Dee                             | Genesis Lynea                   | Cornelia Waibel                 | 1–3 (1–2, 4–6)                  |
| Linda                           | Julie Hesmondhalgh              | Denise Gorzelanny               | 1–3 (1–6)                       |
| Hannah                          | Janie Dee                       | Marion Elskis                   | 2–3 (3–6)                       |
| Jeremy                          | Dominic Mafham                  | Frank Röth                      | 2–3 (3–6)                       |
| Joey                            | Lily Newmark                    | Patrizia Carlucci               | 2–3 (3–6)                       |
| Harry                           | Ben Starr                       | Sebastian Kluckert              | 2–3 (3–6)                       |
| Weitere                         |                                 |                                 |                                 |
| Jack                            | Lucas Tyson                     | Jannis Wendt                    | 1–3 (1–6)                       |
| Poppy                           | Isabella Tyson                  | Zoe Zech                        | 1–3 (1–6)                       |
| Nurse Richards                  | Amanda Root                     | Maria Sumner                    | 1–2 (1, 3)                      |
| Doctor Jackson                  | Sanchia McCormack               | Marion Musiol                   | 1 (1)                           |
| James                           | Stevee Davies                   | Alexander Gaida                 | 1, 3 (2, 5)                     |
| Cameron                         | Louis Saxby                     | Michael Kühl                    | 2 (4)                           |
| Ruby                            | Skylar Blu Copeland             |                                 | 2 (4)                           |
| Dr. Aziz                        | Emilio Doorgasingh              |                                 | 2 (4)                           |
| Josh                            | Michael Fatogun                 |                                 | 3 (5)                           |

## Produktion und Ausstrahlung
You & Me stammt von dem Schauspieler Jamie Davis in seinem Drehbuchdebüt. Er schrieb sie zu einer Zeit seines Lebens, als nach Eigenaussage für ihn „die Dinge ziemlich gut liefen“, indem er die Situation schwarzmalte und sich überlegte: „Was ist das Schlimmste, das einem passieren könnte? Und kann man jemals davon wieder zurückkommen?“ Er schrieb zunächst ein einstündiges Drehbuch um die Figur Ben und sandte es an Serienschöpfer Russell T. Davies, für den er bei The Sarah Jane Adventures gespielt hatte. Nach zwei Wochen antwortete Davies, der Executive Producer der Serie wurde, und arrangierte ein Treffen. Er kontaktierte Dominic Treadwell-Collins von Happy Prince, dem Produktionslabel der ITV Studios. Davis, Davies, Treadwell-Collins und Alex Lamb von Happy Prince schrieben das Drehbuch während der Covid-Lockdowns um, um auch Emmas Geschichte mehr Gewicht zu verleihen. In den Hauptrollen wurden Harry Lawtey aus Industry, Jessica Barden aus The End of the F***ing World und Sophia Brown aus The Witcher: Blood Origin besetzt. Die Serie wurde in London angesiedelt, weil man nirgendwo sonst eine solche Geschichte mit so diversen Personen erzählen könne, und wurde auch vor Ort in Südlondon gedreht.
Die Serie wurde im Vereinigten Königreich als drei Teile zuerst am 23. Februar 2023 auf dem Streamingdienst ITVX veröffentlicht und ab dem 4. September 2023 an drei Nächten hintereinander bei dem Fernsehsender ITV2 ausgestrahlt. In Deutschland wurde sie in sechs Episoden aufgeteilt am 29. Februar 2024 in der Arte-Mediathek veröffentlicht und erscheint am 7. März 2024 beim Fernsehsender.

## Rezeption
Rebecca Nicholson vom Guardian vergibt vier von fünf Sternen und lobt die Serie als geschickt und schlau geschrieben. Sie wandle sich von einer peppigen Romantischen Komödie in etwas Profundes, eine mitfühlende und originelle Interpretation davon, einen Verlust zu überleben und seine Trauer zu lenken, was sie mit einem überraschend leichten Zugriff händle.
Fabian Kurtz vom Tagesspiegel urteilt, die Serie erzähle „mit kleinen Mitteln […] ein großes Abenteuer.“ Er zieht das Fazit, sie sei „eine wunderbar kurzweilige, aber umso intensivere Miniserie, die uns nicht nur an Bens Abenteuer teilnehmen lässt, sondern sie gar erfahrbar macht.“ Bei Kulturnews wird allerdings kritisiert, „diese sensible Liebesgeschichte [trägt sich] nicht konsequent über alle Folgen hinweg, da der komödiantische Einfluss der Serie, der vielleicht erleichternd wirken soll, den Ernst und die Sensibilität diese Themas schwächt. Die teilweise auftretenden Romcom-Elemente widersprechen sich mit der berührenden, schweren Thematik des Trauerns, aber ermöglichen uns eine Erholung von den traurigen Emotionen. So können wir uns für eine kurze Zeit von der emotionalen Nähe der Serie distanzieren. Dennoch ist das Bild von zwei aufeinander zurennenden Verliebten ein zu starker Kontrast zu der Trauer, die hinter diesen beiden Menschen steckt.“